# دزدان (رابر)
دزدان (رابر)، روستایی از توابع بخش هنزا، شهرستان رابر در استان کرمان ایران است.

## جمعیت
این روستا در دهستان جواران قرار دارد و براساس سرشماری مرکز آمار ایران در سال ۱۳۸۵، جمعیت آن ۱۸۱ نفر (۴۶خانوار) و بر اساس سرشماری سال ۱۳۹۵ ، جمعیت آن ۱۳۳ نفر  (۴۶ خانوار) بوده‌است. 